# Ernst Lotz
Ernst Albert Lotz (* 27. Januar 1887 in Wien; † 24. September 1948 in Bingen) war ein deutscher Pädagoge und Politiker (CDU).

## Leben und Beruf
Nach dem Abitur nahm Lotz ein Studium der Philologie auf, das er 1909 mit der Promotion zum Dr. phil. und 1910 mit dem Staatsexamen beendete. Er besuchte anschließend das Lehrerseminar, trat in den Schuldienst ein und war nach 1924 als Oberstudiendirektor in Wahlstatt, Prüm und Wipperfürth tätig. 1933 wurde er aus dem Schuldienst entlassen.
Lotz zog im Anschluss nach Bingen am Rhein und war dort im städtischen Sozialamt sowie im Bereich des Luftschutzes beschäftigt. Nach dem Zweiten Weltkrieg übernahm er als Oberstudiendirektor die Leitung des Stefan-George-Gymnasiums in Bingen.

## Parteikarriere
Nach 1945 trat Lotz in die CDP ein, aus der später der Landesverband der CDU Rheinland-Pfalz hervorging.
Lotz wurde 1946 in den Rat der Stadt Bingen gewählt. Er war 1946/47 Mitglied der Beratenden Landesversammlung des Landes Rheinland-Pfalz und amtierte vom 22. November bis zum 2. Dezember 1946 als deren Präsident.
Lotz amtierte vom 2. Dezember 1946 bis zum 13. Juni 1947 als Minister für Unterricht und Kultus in der von Ministerpräsident Wilhelm Boden geführten provisorischen Regierung des Landes Rheinland-Pfalz.